# Bohdíkov
Obec Bohdíkov (dříve Český Bohdíkov; v místním nářečí Bodíkov, německy Märzdorf) leží v okrese Šumperk. Žije zde přibližně 1 300 obyvatel a katastrální území obce má rozlohu 2622 ha.
Ve vzdálenosti 8 km jižně leží město Šumperk, 16 km jižně město Zábřeh, 24 km jihozápadně město Lanškroun a 27 km jižně město Mohelnice.

## Části obce
- Bohdíkov (k. ú. Dolní Bohdíkov)
- Komňátka (k. ú. Komňátka)
- Raškov (k. ú. Raškov Dvůr a Raškov Ves)

## Historie
První písemná zmínka o obci pochází z roku 1351. Dle typu zástavby se jedná o lesní lánovou ves, která byla vybudována podél horního toku Moravy.
| Rok            | 1869 | 1880 | 1890 | 1900 | 1910 | 1921 | 1930 | 1950 | 1961 | 1970 | 1980 | 1991 | 2001 | 2011 | 2021 |
| -------------- | ---- | ---- | ---- | ---- | ---- | ---- | ---- | ---- | ---- | ---- | ---- | ---- | ---- | ---- | ---- |
| Počet obyvatel | 2414 | 2514 | 2602 | 2680 | 2483 | 2278 | 2283 | 1633 | 1692 | 1577 | 1516 | 1395 | 1407 | 1358 | 1280 |

| Rok            | 1869 | 1880 | 1890 | 1900 | 1910 | 1921 | 1930 | 1950 | 1961 | 1970 | 1980 | 1991 | 2001 | 2011 | 2021 |
| -------------- | ---- | ---- | ---- | ---- | ---- | ---- | ---- | ---- | ---- | ---- | ---- | ---- | ---- | ---- | ---- |
| Počet obyvatel | 1200 | 1235 | 1265 | 1280 | 1219 | 1109 | 1090 | 846  | 895  | 834  | 827  | 805  | 819  | 772  | 732  |

## Pamětihodnosti
- Kostel svatého Petra a Pavla – monumentální barokní stavba z roku 1725, památkově chráněná je rovněž ohradní zeď hřbitova kolem kostela[9]
- Tvrz Bohdíkov z 16. století, čp. 55, památkově chráněna od roku 2000[10]
- Přírodní rezervace Na hadci

## Galerie

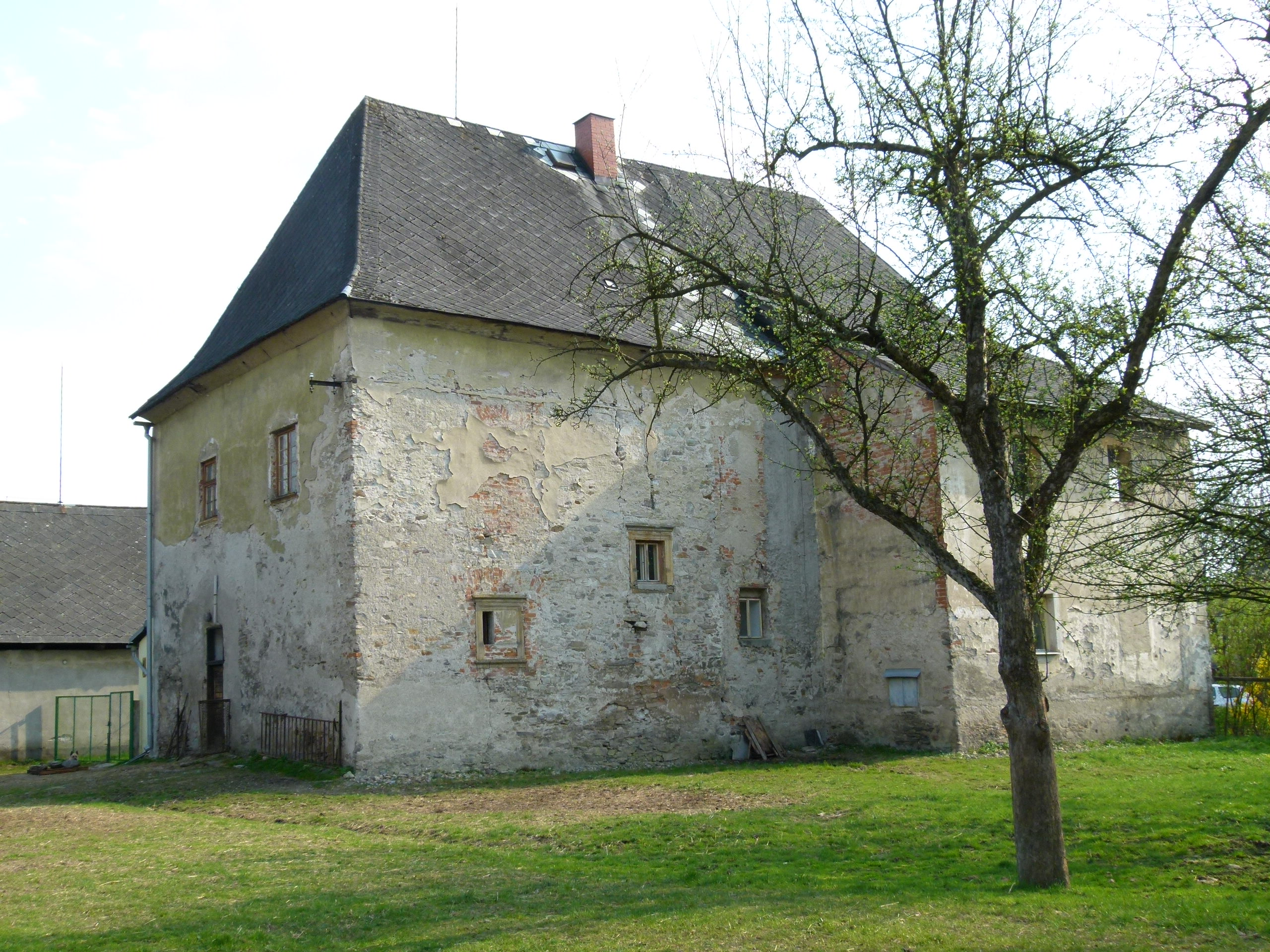
Tvrz v Bohdíkově
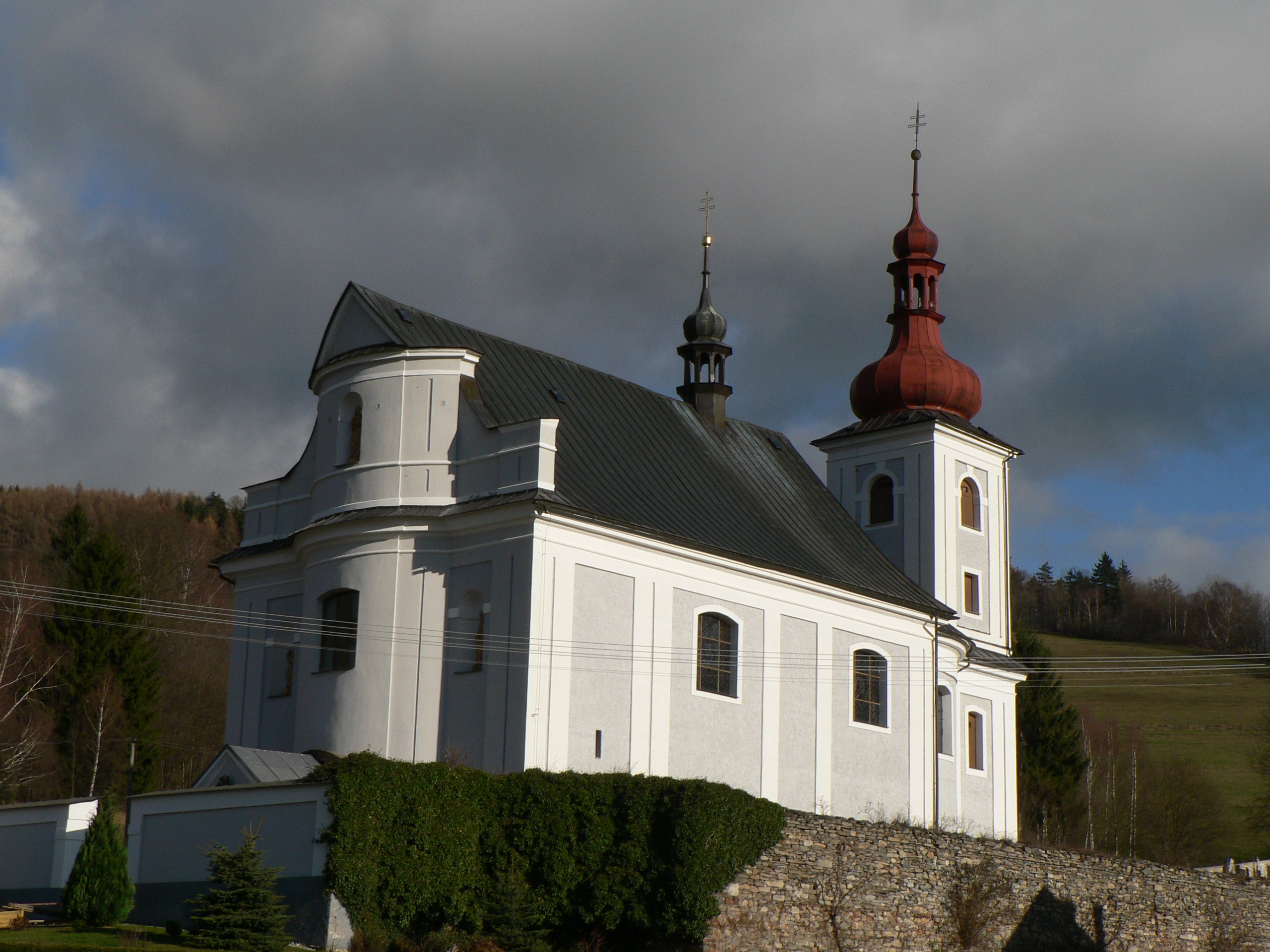
Kostel svatého Petra a Pavla
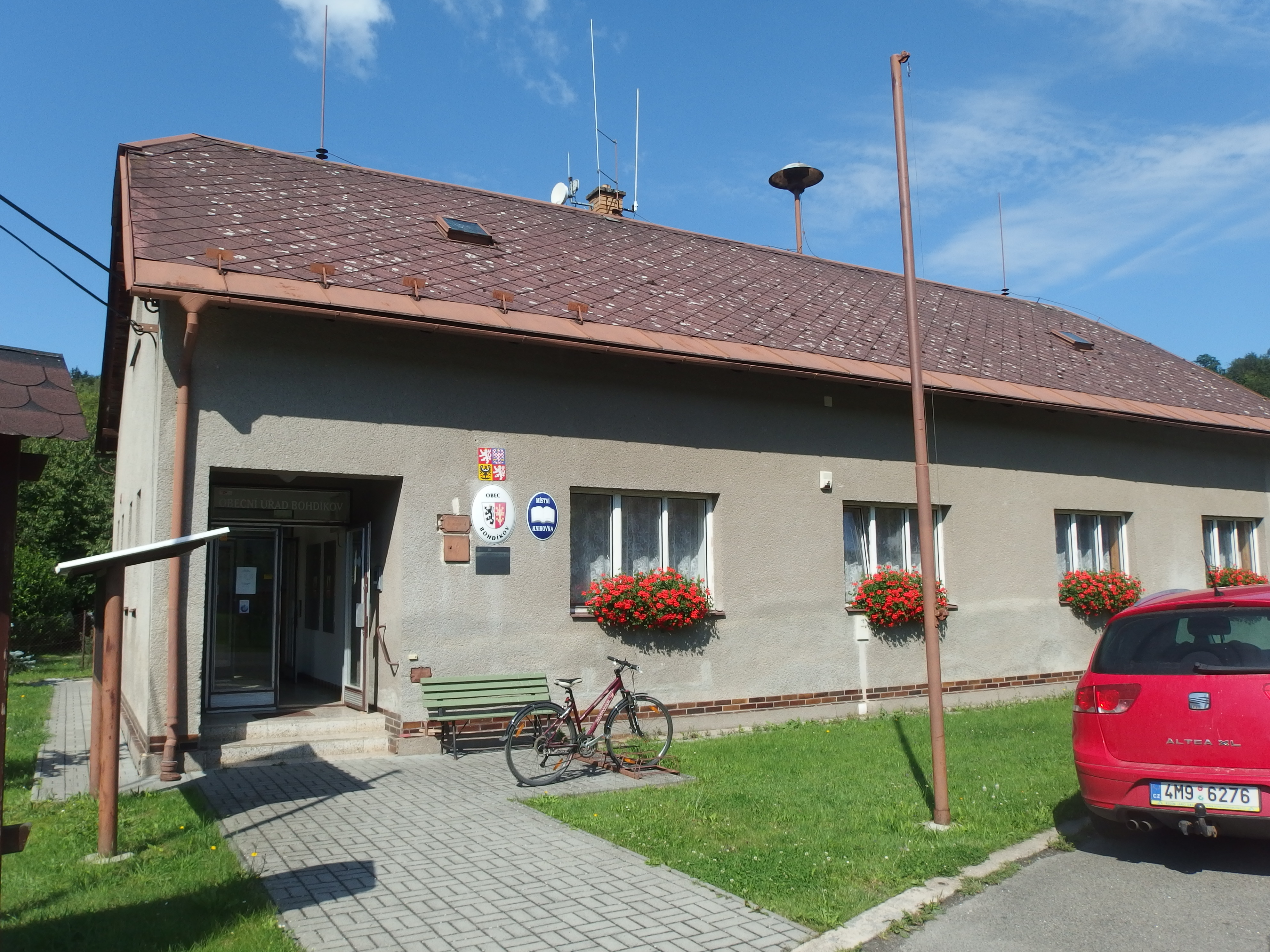
Obecní úřad
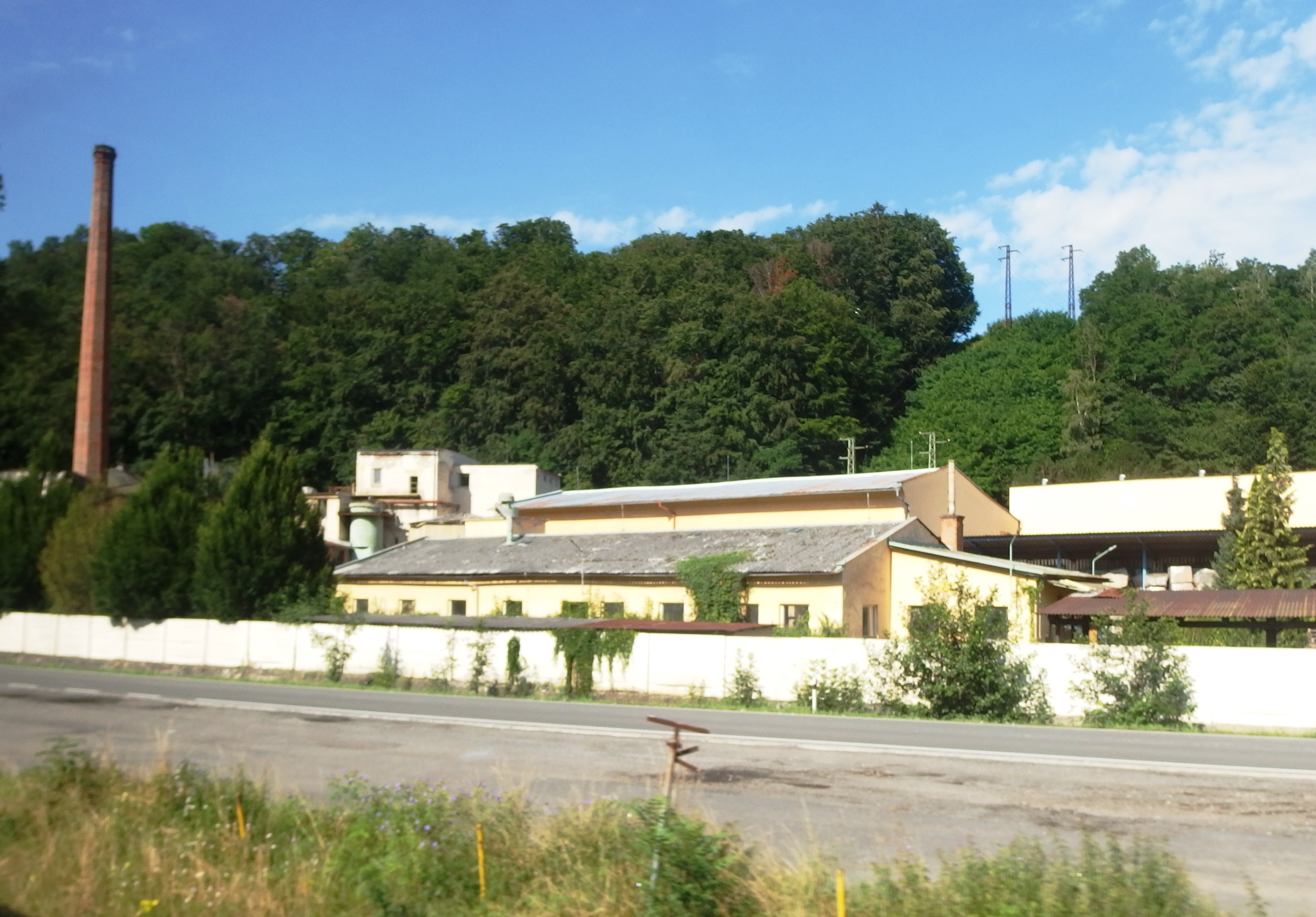
Papírny Aloisov
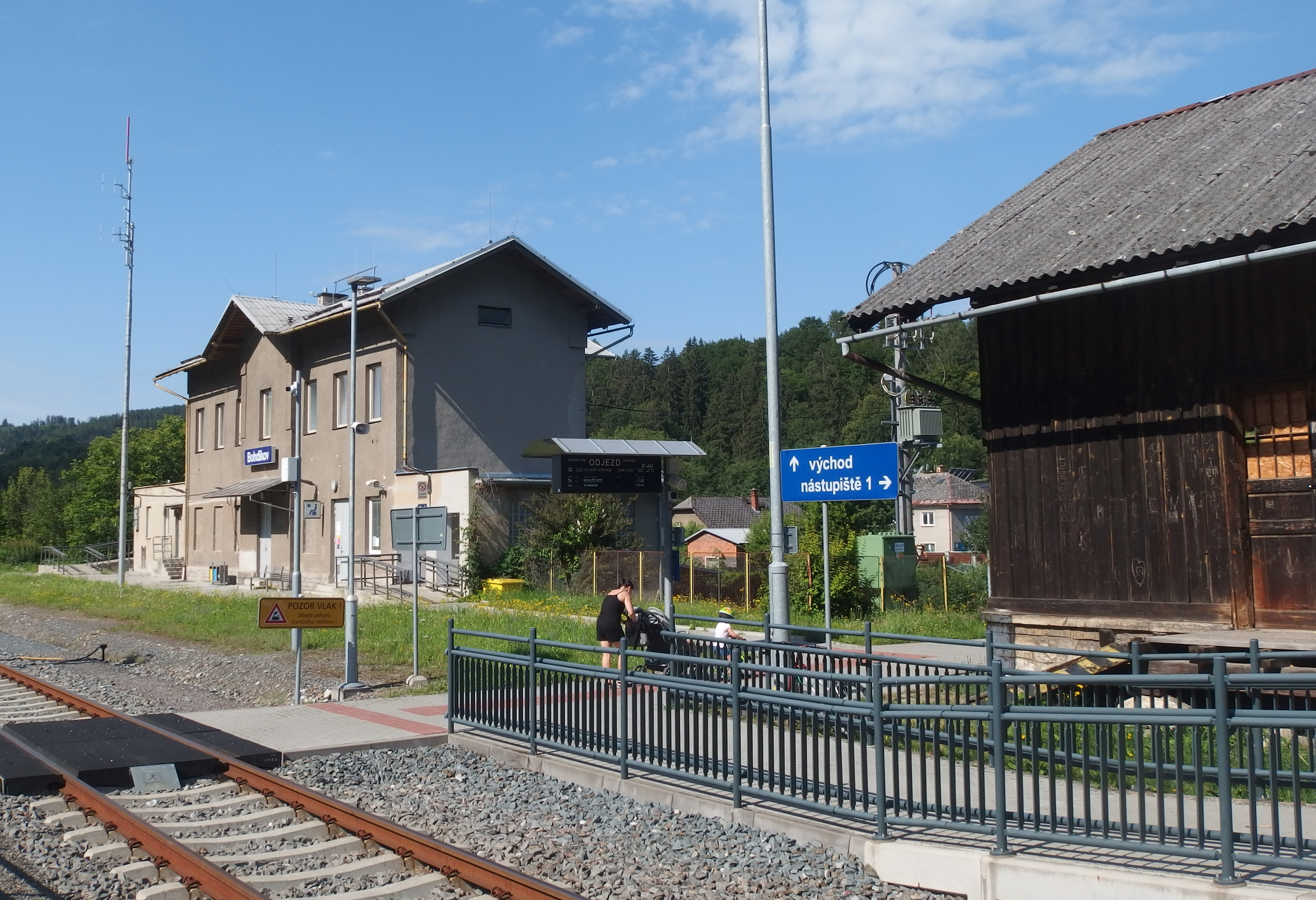
Železniční stanice